# Boi-à-Serra

## Boi-à-Serra
Folclores que contam as trajetórias dos bois e dos vaqueiros são bem comuns nas regiões brasileira. A manifestação cultural do boi-à-serra no Mato Grosso acontece durante o carnaval, no município de Santo Antônio de Leverger e em alguns bairro de Cuiabá, como em Dom Aquino e o São Gonçalo Beira-Rio. Ao trafegar pelas ruas o boi leva alegria para a população, mas principalmente para as crianças, pela dança e pela interação com os outros personagens do enredo.

### Características do Boi
A vestimenta da personagem do boi é moldada por uma estrutura de madeira flexível e leve chamada de "melado de pomba", a cabeça é feita por fóssil do crânio do boi, que é pintada pela cor preta, em algumas ocasiões a cabeça é pintada pela cor branca e a cor preta é usada para realçar a área dos olhos e do nariz,com um cobertor conhecido como "seca poço" a estrutura do corpo é coberto e assim ficando semelhante ao do boi, a cabeça recebe uns tipos de botões para representar os olhos. Atualmente algumas pessoas confeccionam a estrutura do boi com tecidos estampados com flores entre outras estampas. Uma pessoa fica dentro do boi para realizar as coreografias, assim dando a vida ao boi.

#### Dança
Os fogos de artifícios anuncia o início da dança, o boi começa a se lançar em direção das pessoas que estão ao seu redor. A coreografias são divididas em partes, dança e investida do boi, a encenação do boi ao se deita, ao se levantar, lamentar e a morte. Quando o boi se lança, o toureiro precisa ser ágil e saber sapatear, pois ele dançará na frente do boi, ao chegar perto da sua morte o boi começa a dançar em um ritmo mais lento e ficando triste até parar. Ao ser esfaqueado, é colocado uma balde com vinho embaixo dele, para imitar o seu sangue, e os seus assistentes são convidados a beber. Além dos personagens principais a encenação conta também com o cavalinho, a ema, os mascarados e o Mestre, que é responsável por comandar a orquestra que é formada por viola de cocho, ganzá e mocho. A música responsável por dar ritmo a apresentação é o cururu. 